# Кропивницький Михайло Северинович
Михайло Северинович Кропивницький гербу Єліта (пом. не раніше 1633) — український шляхтич, сенатор і урядник Республіки Обох Націй (Речі Посполитої), королівський секретар (1637), мечник (1612) і підсудок (1618) брацлавський.

## Життєпис
Дата народження Михайла Кропивницького невідома. Був сином  Северина Судимонтовича Кропивницького, брацлавського земського писаря, та його дружини Євдоксії Копець. 8 березня 1582 року вінницький староста Юрій Струсь на чолі загону чисельністю 2000 осіб силою відібрав у родини шляхом збройного нападу село Шкуринці.
Був членом Вінницького братства Козьми і Даміана. Беручи участь у сеймах у 1610—1630-х роках, неодноразово виступав як оборонець східної (православної) неунійної Церкви. Зокрема, 1615 року підписав протестацію опозиції разом з Лаврентієм Древинським. У 1616 році разом з братами Олександром та Іваном згаданий як дідичі Комарова, які заснували Вознесенський чоловічий монастир (при підтримці братства).
Протягом 1616—1640 років він обіймав статусний шляхетський уряд підсудка Брацлавського воєводства, виконуючи таким чином обов'язки помічника судді земського суду і при необхідності замінюючи його. Протягом 1613—1635 рр. п'ять разів (за іншими даними — 8) як посол представляв Брацлавське воєводство на сеймі Речі Посполитої. Брав участь у Київському соборі 1629 року.
У 1632 р. Кропивницький увійшов до складу сеймової комісії разом з трьома земськими послами, двома сенаторами та майбутнім польським королем Владиславом IV. Розроблений комісією документ «Статті заспокоєння руського народу» був величезним досягненням української православної шляхти. Після обрання Владислава королем та складення присяги на виконання всіх статей ухваленого акту від імені православних Речі Посполитої за «розумно розглянуті наші просьби і справедливий їх розсуд» подяку йому склали два делегати: майбутній митрополит Петро Могила та Михайло Кропивницький.
У 1635 році за власні кошти Михайло наділяє міську парафію св. Марії земельними угіддями, перетворюючи її на жіночий монастир Благовіщення (спадкоємцем тієї фундації нині є діючий жіночий монастир Святої Трійці в містечку Браїлові).

## Родина
Дружина — Євдокія з Головинських.